# Argentine aux Jeux olympiques d'été de 1952
L'équipe olympique argentine participe aux Jeux olympiques d'été de 1952 à Helsinki. Elle y remporte cinq médailles : une en or, deux en argent et deux en bronze, se situant à la dix-neuvième place des nations au tableau des médailles. L'athlète Delfo Cabrera est le porte-drapeau d'une délégation argentine comptant 123 sportifs (115 hommes et 8 femmes).

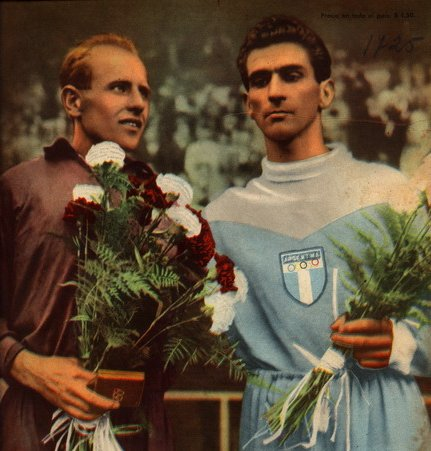
Reinaldo Gorno à droite, second du marathon olympique derrière le légendaire Emil Zátopek.

## Tous les médaillés
| Médaille                            | Nom                                 | Sport         | Compétition                  |
| ----------------------------------- | ----------------------------------- | ------------- | ---------------------------- |
| Médaille d'or, Jeux olympiques      | Tranquilo Cappozzo Eduardo Guerrero | Aviron        | Deux de couple               |
| Médaille d'argent, Jeux olympiques  | Antonio Pacenza                     | Boxe          | Poids mi-lourds (-81 kg)     |
| Médaille d'argent, Jeux olympiques  | Reinaldo Gorno                      | Athlétisme    | Marathon                     |
| Médaille de bronze, Jeux olympiques | Eladio Herrera                      | Boxe          | Poids super-welters (-71 kg) |
| Médaille de bronze, Jeux olympiques | Humberto Selvetti                   | Haltérophilie | Plus de 90 kg                |